# Grand Boulevard (Detroit)
El Grand Boulevard es una carretera de circunvalación que rodeaba la ciudad de Detroit, en el estado de Míchigan (Estados Unidos). Va de oriente a occidente en su zona central y de norte a sur en sus zonas más exteriores. Se planeó a finales del sigo XIX y se cmpletó en 1913. ide unos 18 kilómetros. En el pasado marcó los límites de la ciudad. Se llama "Berry Gordy Jr. Boulevard" en el New Center, donde están el Fisher Building y el Cadillac Place (la antigua sede de General Motors). Los detroitinos suelen referirse al Grand Boulevard como "el Boulevard".

## Historia

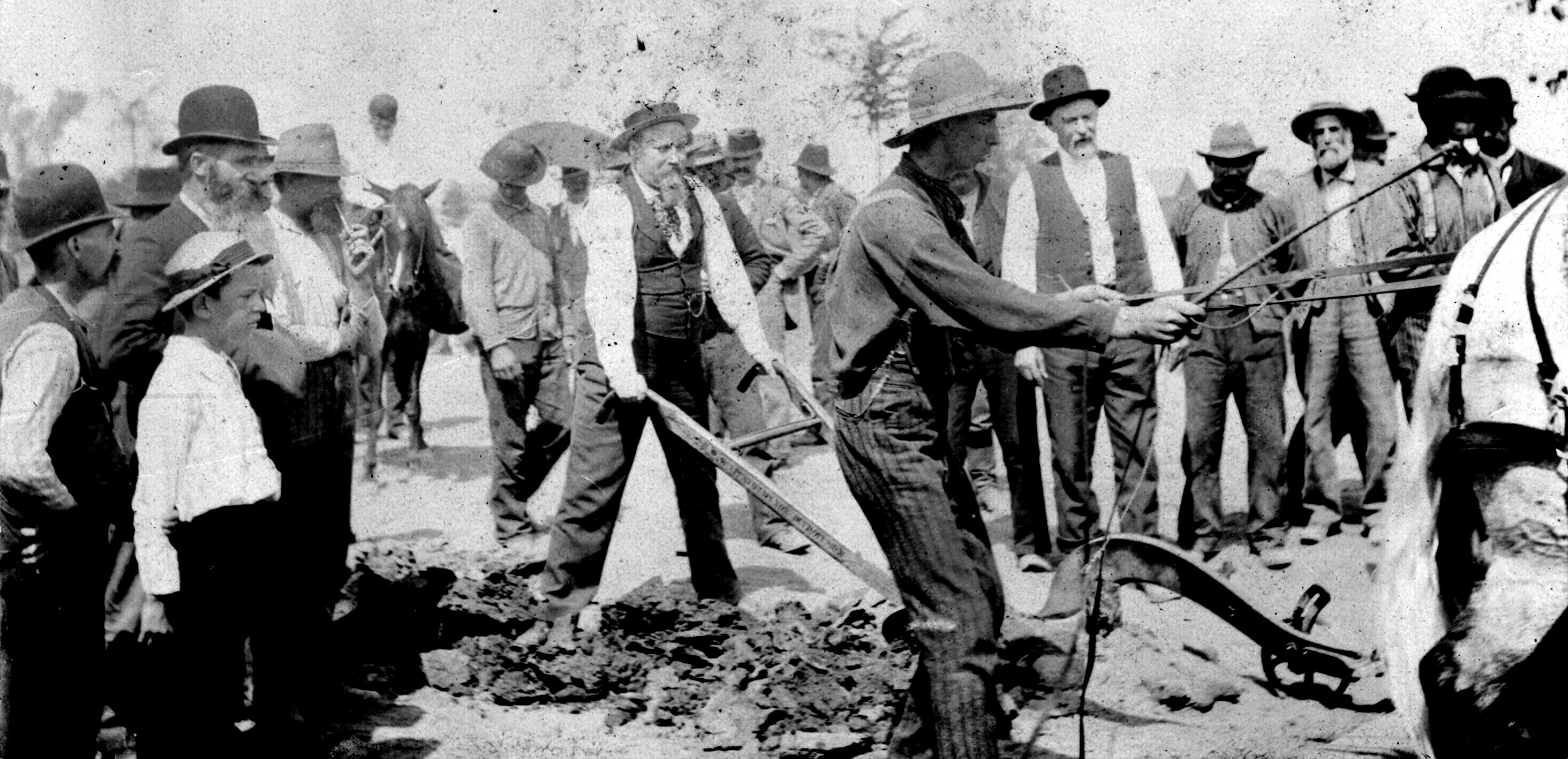
El alcalde Hazen S. Pingree iniciando la construcción de Grand Boulevard.

A principios de 1876, Bela Hubbard y otros habitantes de Detroit supieron del barón Georges-Eugène Haussmann y de su proyecto de renovación urbana en París mediante parques, calles anchas y grandes bulevares.
Estos ciudadanos propusieron adoptar esos conceptos rodeando Detroit con su propio "Grand Boulevard". Cuando Belle Isle fue transferida del estado a la ciudad, el legislador de Míchigan, James Randall, incluyó una petición con el fin de construir la vía. Sin embargo, las autoridades postergaron las obras, aunque algunas personas sí construyeron casas a lo largo de la ruta propuesta.
En 1891 el alcalde Hazen S. Pingree apoyó la idea e inició la construcción de Grand Boulevard. Corría por casi 19 km, trazando una curva desde el río Detroit en el oeste y regresando a ese río en el este, cruzando la Woodward Avenue a casi 5 km al norte del Downtown. Originalmente se pensó que el Boulevard representaba el límite absoluto de la expansión de la ciudad, aunque el tremendo crecimiento a principios del siglo XX rápidamente empujó los límites de la ciudad mucho más al norte, el este y el oeste.
Para 1913, Grand Boulevard se completó, rodeando la parte más central y más antigua de la ciudad. En general, se reconoció como una de las principales atracciones de la ciudad; toda la longitud estaba decorada con árboles, arbustos y parterres de flores.
A principios de la década de 1980, para acomodar la construcción de una nueva planta de General Motors, se reconfiguraron partes de East Grand Boulevard. Esto fue parte de un controvertido uso de dominio eminente por parte de la ciudad de Detroit que permitió la demolición de una parte sustancial del vecindario cercano de Poletown para dar paso a la planta. La controversia provocó oposición dentro del vecindario. La Corte Suprema de Míchigan, en el caso de 1981 del Poletown Neighborhood Council v. City of Detroit, resolvió el asunto al dictaminar que el proyecto constituía un uso legítimo de la autoridad de dominio eminente y que los desalojos podían proceder.
Hace muchos años, la ruta del tranvía que recorría gran parte de Grand Boulevard, así como las calles vecinas paralelas a Grand Boulevard, se llamaba formalmente la línea "Grand Belt" debido a la configuración en forma de cinturón de Grand Boulevard alrededor de la parte más central de Detroit. La siguiente ruta de autobús que también viajó en algunos, pero no todos, de Grand Boulevard conservó el nombre de "Grand Belt" hasta que un corte del servicio en 2009 eliminó por completo esa cobertura de transporte público.

## Monumentos
|    | Nombre                                     | Imagen | Coordenadas                                                                                    | Sumario |
| -- | ------------------------------------------ | ------ | ---------------------------------------------------------------------------------------------- | --- |
| 1  | Lee Plaza                                  |        | 2240 W. Grand Blvd. 42°21′34″N 83°5′19″O / 42.35944, -83.08861                                 | Fue diseñado por el arquitecto Charles Noble en estilo art déco de los años veinte. |
| 2  | Motown Record Corporation                  |        | 2648 W. Grand Blvd. 42°21′52″N 83°5′2″O / 42.36444, -83.08389                                  | |
| 3  | Henry Ford Hospital                        |        | 2799 W. Grand Blvd. 42°22′0″N 83°5′2″O / 42.36667, -83.08389                                   | Los siete edificios originales se completaron en 1915, y el Hospital Henry Ford abrió sus puertas a los pacientes el 1 de octubre de ese año. |
| 4  | Fisher Building                            |        | 3011 W. Grand Blvd. 42°22′8.5″N 83°4′36.92″O / 42.369028, -83.0769222                          | Construido en 1927 por los hermanos Fisher, propietarios de Fisher Body de General Motors, este rascacielos es una de las mejores obras del arquitecto Albert Kahn. Los Fisher gastaron generosamente para hacer de esta obra maestra del art déco un regalo monumental para Detroit y uno de los edificios comerciales más importantes y detallados de los Estados Unidos. |
| 5  | Cadillac Palace                            |        | 3044 W. Grand Blvd. 42°22′7″N 83°4′32″O / 42.36861, -83.07556                                  | Oficinas de vivienda para el estado de Míchigan, originalmente se conocía como el Edificio General Motors hasta 2002. |
| 6  | Hotel St. Regis                            |        | 3071 W. Grand Blvd. 42°22′12″N 83°04′30″O / 42.37000, -83.07500                                | |
| 7  | Distrito Histórico de East Grand Boulevard |        | E. Grand Blvd., entre E. Jefferson Ave. y Mack Ave. 42°21′12″N 83°0′22″O / 42.35333, -83.00611 | |
| 8  | Saint Paul Manor Apartments                |        | 356 E. Grand Blvd. 42°21′13″N 83°0′21″O / 42.35361, -83.00583                                  | |
| 9  | El Tovar Apartments                        |        | 320 E. Grand Blvd. 42°21′12″N 83°0′20″O / 42.35333, -83.00556                                  | |
| 10 | Kingston Arms Apartments                   |        | 296 E. Grand Blvd. 42°21′08″N 83°0′18″O / 42.35222, -83.00500                                  | |
| 11 | Belle Isle                                 |        | Río Detroit, en el comienzo del Grand Blvd. 42°20′32″N 82°58′46″O / 42.34222, -82.97944        | Belle Isle es un parque insular de 3,97 km² en el río Detroit, hogar del Conservatorio Anna Scripps Whitcomb, el Detroit Yacht Club, el Detroit Boat Club, el Museo Dossin Great Lakes, un puesto de la Guardia Costera y un campo de golf. Es el parque insular más grande de los Estados Unidos.                                                                          |